# 八阪神社 (日田市)
八阪神社（やさかじんじゃ）は、大分県日田市豆田町に鎮座する祇園神社。同市隈町の八坂神社を「隈八坂神社」とも呼ぶのに対して、豆田八阪神社とも呼ぶ。祭神は素盞嗚命他1柱を祀る。
隈八坂神社、竹田若宮神社（竹田地区・若宮町）との3社で日田祇園祭が行なわれる。

## 由緒
1772年（明和9年）7月20日の豆田の大火に類焼して縁起や古記録を失ったため、詳細な由来は不明。この地域で古くから信仰されていた社が、宝永年間（1704年 - 1710年）に現在地に遷座したものと考えられている。1864年（元治元年）に描かれた広瀬本豆田町古絵図には「山本院」に付属して「祇園社」とある。
1714年（正徳4年）に山鉾の奉納を始め、これにより隈八坂神社および竹田若八幡宮との3社による日田祇園祭の原型が整った。現在の曳山行事は、当神社と中城お旅所の間を概ね環状に巡行している。
1873年（明治6年）に村社に列した。

## 祭祀
例祭は7月14、15日の両日。7月20日過ぎの土、日曜日には隈八坂、若宮両神社と合同の日田祇園会および曳山行事を行う。曳山行事は、「日田祇園の曳山行事」として国の重要無形民俗文化財に指定されるとともに、「山・鉾・屋台行事」のひとつとしてユネスコ無形文化遺産に選定されている。

## 境内社
稲荷社（大宮売神、保食神、猿田彦神）、天満社（菅原道真公）、月読社（月読神）がある。